# Club Bruguera
CLUB Bruguera es una colección de bolsillo y tapa dura de 100 títulos de literatura universal contemporánea publicados en idioma español por la desaparecida Editorial Bruguera de España. Cada uno de los 100 títulos aparecía semanalmente, desde inicios de 1980, y el total de libros impresos se contabiliza en 300.000 ejemplares. El nombre de la colección, CLUB, se debe a las siglas de Colección de Literatura Universal Bruguera.
Destaca por ser una colección "de medidas fácilmente instalables en una casa normal: la centena entera pesará aproximadamente veinticinco kilos, y medirá, en estante, algo más de dos metros”.
Luego del éxito de CLUB Bruguera la editorial lanzaría CLUB Joven con 33 títulos de literatura juvenil.
Club Bruguera la colección que burló a la dictadura, por Luis Sellán Periodismo Z